# Sayyd Abdul Al-Khabyyr

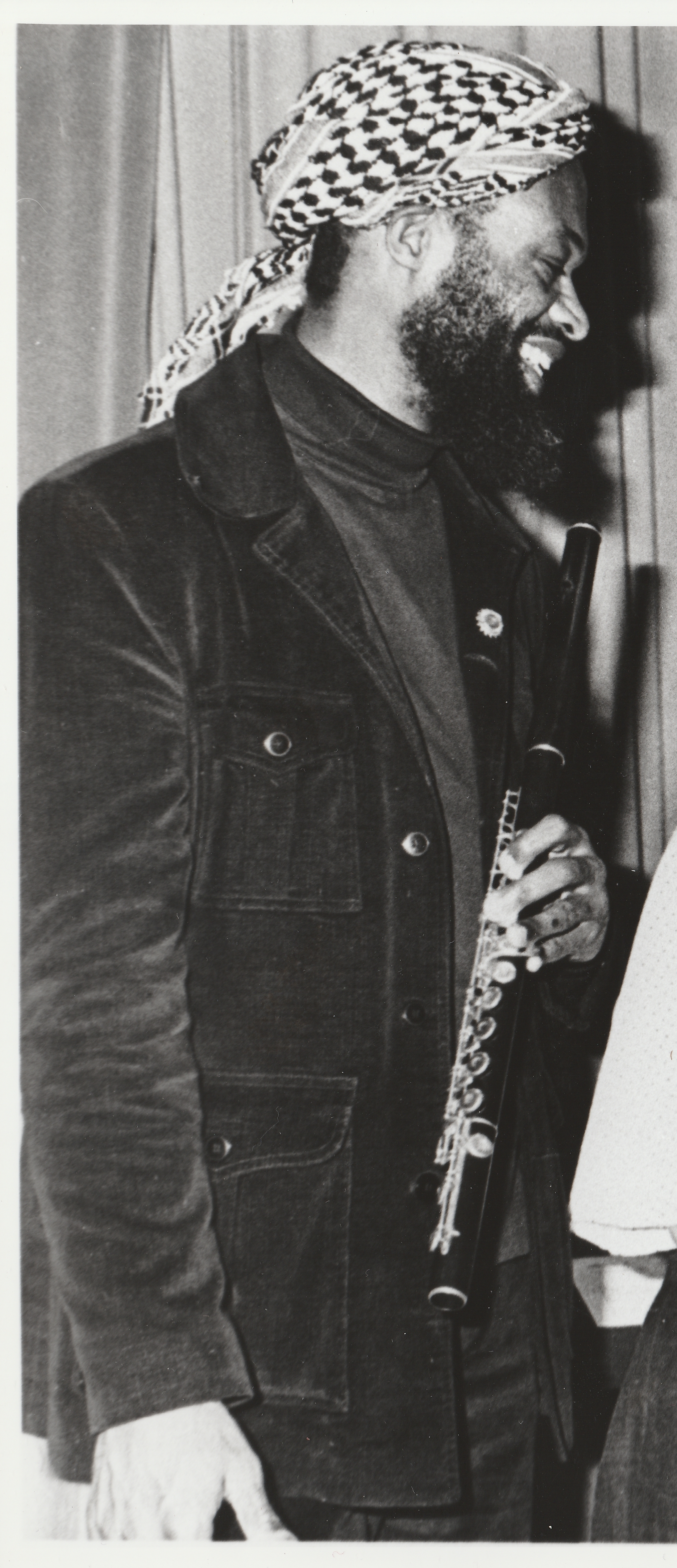
Sayyd Abdul Al-Khabyyr

Al-Hajj Sayyd Abdul Al-Khabyyr (* 22. März 1935 in New York City als Russell Linwood Thomas; † 15. Februar 2017 in Montreal, Québec, Kanada) war ein kanadischer Saxophonist, Klarinettist, Flötist, Komponist, Musikpädagoge und Imam. Er spielte sowohl Jazz als auch zeitgenössische Musik. Er ist der Vater der bekannten Jazzmusiker Nasyr Abdul Al-Khabyyr und Muhammad Abdul Al-Khabyyr.

## Leben
Al-Hajj Sayyd Abdul Al-Khabyyr erlernte Klarinette und Saxophon in New York City bei Cecil Scott und anderen. 1954 ging er mit dem Posaunisten Snub Mosley nach Montreal. Hier arbeitete er bis 1955 zunächst mit Al Cowans. Später leitete er eine eigene Formation, mit der er in Nachtklubs in Montreal auftrat. 1957 ging er nach Ottawa. Hier spielte er bis 1970 in verschiedenen Ensembles, unter anderem im Canadian Jazz Quartet mit dem Pianisten Richard Wyands, dem Bassisten Wyatt Ruther und dem Schlagzeuger Doug Johnston, im Ottawa Saxophone Quartet und in verschiedenen Studio- und Tanzbands unter der Leitung von Champ Champagne, Buster Monroe und anderen. Von 1959 bis 1963 und 1963 bis 1965 leitete er sein eigenes Orchester im Gatineau Country Club. 1970 kehrte er nach Montreal zurück und unterrichtete bis 1980 an der University of Montreal. Zu seinen Schülern zählten Jennifer Waring, Chris Place, Mary-Jo Rudolf und Rémi Bolduc.  In dieser Zeit konzertierte er auch bei Aufführungen zeitgenössischer Musik. So spielte er mit dem Ensemble der Société de musique contemporaine du Québec [Gesellschaft für Zeitgenössische Musik Quebec], dem Ensemble L’Infonie des kanadischen Komponisten Walter Boudreau (* 1947), dem Duo Dionne-Bregent, bestehend aus den kanadischen Komponisten Michel-Georges Brégent (1948–1993) und Vincent Dionne (* 1942) und dem TRIO 3. Er arbeitete im Studio und in Theaterorchestern.
Jazz spielte er von 1971 bis 1978 regelmäßig in seinem eigenen Café Mojo, zunächst mit dem Perkussionisten Dido, später mit seinen Söhnen Ameen an Flöte und Percussion, Nasyr Abdul Al-Khabyyr am Schlagzeug, Muhammad Abdul Al-Khabyyr an der Posaune, sowie Zayd am Klavier. In den 1980ern hielt er sich abwechselnd in Montreal und New York auf. Von 1980 bis 1982 und 1987 war er Mitglied des Duke Ellington Orchestra unter Leitung von Mercer Ellington. In dieser Gruppe gastierte er beim Jazzfest Berlin am 5. November 1987 in der Berliner Philharmonie. Von 1983 bis 1987 begleitete er Dizzy Gillespie bei seinen internationalen Tourneen. 1989 trat er gemeinsam mit seinem Sohn Nasyr in dem Film A Night in Havanna – Dizzy Gillespie in Cuba auf. Mit den Savoy Sultans, Illinois Jaquet, dem Afro-Asian Jazz Ensemble und der Charli Persip Superband spielte er in Konzerten und machte Plattenaufnahmen.
Beim Festival International de Jazz de Montréal konzertierte er mehrmals mit seinen Söhnen und anderen Musikern. So bestritt er am 12. Juli 1981 den Opening Act mit dem Titel Mingus Dynastie, einer Hommage à Duke Ellington. Es musizierten Mingus Dynasty, Mike Richmond, Clifford Jordan, Sir Roland Hanna und Kenny Washington.  Am 4. Juli 1984 in dem Konzert Voyage dans l’histoire du Jazz spielte er mit Makoto Ozone, Muhammad Abdul Al-Khabyyr, Stan Patrick und Ron Di Lauro und am 7. Juli 1984 in dem Konzert Sayyd Abdul Al-Khabyyr mit Oliver Jones, Muhammad Abdul Al-Khabyyr, Ron Di Lauro und Eric Lagacé. Am 6. Juli 1986 spielte er den Opening Act mit dem Titel Une soirée Montréal Tout-Étoiles avec Dizzy Gillespie. Es spielten neben Abdul Al-Khabyyr und Dizzie Gillespie Vic Vogel, Jon Ballantyne und sein Sohn Nasyr Abdul Al-Khabyyr. Am 30. Juni 1994 spielte er zwei Konzerte mit seinen beiden Söhnen Nasyr und Muhammad unter dem Titel Abdul Al-Khabyyr Family Reunion. Am 26. Juni 2011 fand ein Konzert unter dem Titel A Tribute to Sayyd Abdul Al-Khabyyr mit der Band Time Capsule, Kenny Garrett und Nasyr Abdul Al-Khabyyr.
1971 konvertierte er unter dem Einfluss von Malcolm X und Muhammad Ali zum Islam und wurde Imam; im Zuge dessen änderte er auch seinen Namen.  Er wurde am 17. Februar 2017 auf dem Friedhof Rideau Memorial Gardens in Dollard-des-Ormeaux, Québec beigesetzt.